# Gora Pogrebënnaja
Gora Pogrebënnaja är ett berg i Antarktis. Det ligger i Östantarktis. Australien gör anspråk på området. Toppen på Gora Pogrebënnaja är 129 meter över havet, eller 88 meter över den omgivande terrängen. Bredden vid basen är 0,56 km.
Terrängen runt Gora Pogrebënnaja är huvudsakligen platt.  Trakten är obefolkad. Det finns inga samhällen i närheten.